# Campeonato Mundial de Hóquei no Gelo de 1974
O Campeonato Mundial de Hóquei no Gelo de 1974 foi a 41ª edição do torneio, disputada entre os dias 5 e 20 de abril de 1974, em Helsinque, Finlândia . Seis times participaram do torneio principal, cada um enfrentando o outro duas vezes. A União Soviética ganhou o campeonato pela 13ª vez, e também ganhou seu 16º título Europeu. Pela primeira vez na história do Campeonato Mundial de Hóquei, dois jogadores foram suspensos por doping. Eles foram o sueco Ulf Nilsson e o finlandês Stig Wetzell, que testaram positivo para a substância proibida efedrina. Ambos os jogadores foram suspensos pelo restante do torneio. Nilsson teve teste positivo após a partida da Suécia contra a Polônia, a qual foi vencida pelos suecos por 4-1. A vitória foi dada à Polônia como um w.o. por 5-0. O finlandês, Wetzell, teve sua testagem positiva após a partida entre Finlândia e Tchecoslováquia, com vitória finlandesa por 5-2, a qual também foi dada à Tchecoslováquia como w.o. por 5-0.
O evento foi o segundo Campeonato Mundial de Hóquei no Gelo organizado pela Finlândia e foi organizado por Harry Lindblad, presidente da Associação Finlandesa de Hóquei no Gelo.

## Campeonato Mundial Grupo A (Finlândia)
| Pos. | Time              | PJ | V | E | D | GP-GC   | Pontos |
| ---- | ----------------- | -- | - | - | - | ------- | ------ |
| 1    | União Soviética   | 10 | 9 | 0 | 1 | 64 - 18 | 18     |
| 2    | Tchecoslováquia   | 10 | 7 | 0 | 3 | 57 - 20 | 14     |
| 3    | Suécia            | 10 | 5 | 1 | 4 | 38 - 24 | 11     |
| 4    | Finlândia         | 10 | 4 | 2 | 4 | 34 - 39 | 10     |
| 5    | Polônia           | 10 | 1 | 2 | 7 | 22 - 64 | 4      |
| 6    | Alemanha Oriental | 10 | 1 | 1 | 8 | 19 - 82 | 3      |

| 05 de abril     |     |         |  |
| Tchecoslováquia | 8-0 | Polônia |  |
|                 |     |         |  |

| 05 de abril     |     |                   |  |
| União Soviética | 5-0 | Alemanha Oriental |  |
|                 |     |                   |  |

| 06 de abril |           |        |  |
| Polônia     | 5-0 (1-4) | Suécia |  |
|             |           |        |  |

| 06 de abril |     |                   |  |
| Finlândia   | 7-3 | Alemanha Oriental |  |
|             |     |                   |  |

| 07 de abril |     |                 |  |
| Suécia      | 2-3 | Tchecoslováquia |  |
|             |     |                 |  |

| 07 de abril |     |                 |  |
| Finlândia   | 1-7 | União Soviética |  |
|             |     |                 |  |

| 08 de abril     |     |                   |  |
| Tchecoslováquia | 8-0 | Alemanha Oriental |  |
|                 |     |                   |  |

| 08 de abril     |     |         |  |
| União Soviética | 8-3 | Polônia |  |
|                 |     |         |  |

| 09 de abril       |      |        |  |
| Alemanha Oriental | 1-10 | Suécia |  |
|                   |      |        |  |

| 09 de abril |     |         |  |
| Finlândia   | 2-2 | Polônia |  |
|             |     |         |  |

| 10 de abril     |     |                 |  |
| Tchecoslováquia | 7-2 | União Soviética |  |
|                 |     |                 |  |

| 10 de abril |     |        |  |
| Finlândia   | 3-3 | Suécia |  |
|             |     |        |  |

| 11 de abril |     |                   |  |
| Polônia     | 3-5 | Alemanha Oriental |  |
|             |     |                   |  |

| 12 de abril |           |                 |  |
| Finlândia   | 0-5 (5-2) | Tchecoslováquia |  |
|             |           |                 |  |

| 12 de abril |     |                 |  |
| Suécia      | 1-3 | União Soviética |  |
|             |     |                 |  |

| 13 de abril |      |                 |  |
| Polônia     | 3-12 | Tchecoslováquia |  |
|             |      |                 |  |

| 13 de abril       |      |                 |  |
| Alemanha Oriental | 3-10 | União Soviética |  |
|                   |      |                 |  |

| 14 de abril |     |         |  |
| Suécia      | 3-1 | Polônia |  |
|             |     |         |  |

| 14 de abril |     |                   |  |
| Finlândia   | 7-1 | Alemanha Oriental |  |
|             |     |                   |  |

| 15 de abril     |     |        |  |
| Tchecoslováquia | 0-3 | Suécia |  |
|                 |     |        |  |

| 15 de abril     |     |           |  |
| União Soviética | 6-1 | Finlândia |  |
|                 |     |           |  |

| 16 de abril       |     |                 |  |
| Alemanha Oriental | 2-9 | Tchecoslováquia |  |
|                   |     |                 |  |

| 16 de abril |      |                 |  |
| Polônia     | 0-17 | União Soviética |  |
|             |      |                 |  |

| 17 de abril |     |                   |  |
| Suécia      | 9-3 | Alemanha Oriental |  |
|             |     |                   |  |

| 17 de abril |     |         |  |
| Finlândia   | 6-2 | Polônia |  |
|             |     |         |  |

| 18 de abril     |     |                 |  |
| União Soviética | 3-1 | Tchecoslováquia |  |
|                 |     |                 |  |

| 18 de abril |     |        |  |
| Finlândia   | 2-6 | Suécia |  |
|             |     |        |  |

| 19 de abril       |     |         |  |
| Alemanha Oriental | 3-3 | Polônia |  |
|                   |     |         |  |

| 20 de abril |     |                 |  |
| Finlândia   | 5-4 | Tchecoslováquia |  |
|             |     |                 |  |

| 20 de abril     |     |        |  |
| União Soviética | 3-1 | Suécia |  |
|                 |     |        |  |

## Campeonato Mundial Grupo B (Iugoslávia)
| Pos. | Time           | PJ | V | E | D | GP-GC   | Pontos |
| ---- | -------------- | -- | - | - | - | ------- | ------ |
| 7    | Estados Unidos | 7  | 7 | 0 | 0 | 40 - 14 | 14     |
| 8    | Iugoslávia     | 7  | 4 | 2 | 1 | 41 - 27 | 10     |
| 9    | Alemanha       | 7  | 5 | 0 | 2 | 34 - 28 | 10     |
| 10   | Japão          | 7  | 4 | 0 | 3 | 31 - 31 | 8      |
| 11   | Países Baixos  | 7  | 2 | 1 | 4 | 33 - 37 | 5      |
| 12   | Romênia        | 7  | 2 | 1 | 4 | 30 - 29 | 5      |
| 13   | Noruega        | 7  | 1 | 1 | 5 | 18 - 31 | 3      |
| 14   | Áustria        | 7  | 0 | 1 | 6 | 12 - 42 | 1      |

| 21 de março    |     |       |  |
| Estados Unidos | 7-4 | Japão |  |
|                |     |       |  |

| 21 de março |     |         |  |
| Alemanha    | 7-4 | Noruega |  |
|             |     |         |  |

| 21 de março |     |               |  |
| Romênia     | 5-7 | Países Baixos |  |
|             |     |               |  |

| 21 de março |      |         |  |
| Iugoslávia  | 10-3 | Áustria |  |
|             |      |         |  |

| 22 de março   |     |         |  |
| Países Baixos | 7-0 | Noruega |  |
|               |     |         |  |

| 22 de março |     |                |  |
| Iugoslávia  | 0-5 | Estados Unidos |  |
|             |     |                |  |

| 23 de março |      |         |  |
| Romênia     | 10-1 | Áustria |  |
|             |      |         |  |

| 23 de março |     |       |  |
| Alemanha    | 6-1 | Japão |  |
|             |     |       |  |

| 24 de março    |     |         |  |
| Estados Unidos | 5-3 | Noruega |  |
|                |     |         |  |

| 24 de março |     |         |  |
| Alemanha    | 4-2 | Áustria |  |
|             |     |         |  |

| 24 de março   |     |       |  |
| Países Baixos | 5-8 | Japão |  |
|               |     |       |  |

| 24 de março |     |         |  |
| Iugoslávia  | 3-3 | Romênia |  |
|             |     |         |  |

| 25 de março    |     |               |  |
| Estados Unidos | 7-4 | Países Baixos |  |
|                |     |               |  |

| 25 de março |     |         |  |
| Iugoslávia  | 4-4 | Noruega |  |
|             |     |         |  |

| 26 de março |     |         |  |
| Japão       | 4-3 | Áustria |  |
|             |     |         |  |

| 26 de março |     |         |  |
| Alemanha    | 6-3 | Romênia |  |
|             |     |         |  |

| 27 de março |     |               |  |
| Alemanha    | 5-3 | Países Baixos |  |
|             |     |               |  |

| 27 de março    |     |         |  |
| Estados Unidos | 6-0 | Áustria |  |
|                |     |         |  |

| 27 de março |     |         |  |
| Romênia     | 4-1 | Noruega |  |
|             |     |         |  |

| 27 de março |     |       |  |
| Iugoslávia  | 5-4 | Japão |  |
|             |     |       |  |

| 29 de março    |     |         |  |
| Estados Unidos | 5-1 | Romênia |  |
|                |     |         |  |

| 29 de março |     |               |  |
| Áustria     | 3-3 | Países Baixos |  |
|             |     |               |  |

| 29 de março |     |         |  |
| Japão       | 4-1 | Noruega |  |
|             |     |         |  |

| 29 de março |      |          |  |
| Iugoslávia  | 10-4 | Alemanha |  |
|             |      |          |  |

| 30 de março |     |         |  |
| Áustria     | 0-5 | Noruega |  |
|             |     |         |  |

| 30 de março |     |       |  |
| Romênia     | 4-6 | Japão |  |
|             |     |       |  |

| 30 de março |     |                |  |
| Alemanha    | 2-5 | Estados Unidos |  |
|             |     |                |  |

| 30 de março |     |               |  |
| Iugoslávia  | 9-4 | Países Baixos |  |
|             |     |               |  |

## Campeonato Mundial Grupo C (França)
| Pos. | Time            | PJ | V | E | D | GP-GC   | Pontos |
| ---- | --------------- | -- | - | - | - | ------- | ------ |
| 15   | Suíça           | 7  | 6 | 0 | 1 | 63 - 04 | 12     |
| 16   | Itália          | 7  | 5 | 1 | 1 | 42 - 11 | 11     |
| 17   | Bulgária        | 7  | 4 | 1 | 2 | 39 - 18 | 9      |
| 18   | Hungria         | 7  | 3 | 3 | 1 | 28 - 22 | 9      |
| 19   | França          | 7  | 4 | 0 | 3 | 34 - 25 | 8      |
| 20   | China           | 7  | 1 | 2 | 4 | 16 - 38 | 4      |
| 21   | Austrália       | 7  | 1 | 0 | 6 | 13 - 74 | 2      |
| 22   | Coreia do Norte | 7  | 0 | 1 | 6 | 12 - 65 | 1      |

| 08 de março |      |                 |  |
| Itália      | 11-2 | Coreia do Norte |  |
|             |      |                 |  |

| 08 de março |     |          |  |
| França      | 2-5 | Bulgária |  |
|             |     |          |  |

| 08 de março |      |       |  |
| Suíça       | 13-0 | China |  |
|             |      |       |  |

| 08 de março |      |           |  |
| Hungria     | 11-2 | Austrália |  |
|             |      |           |  |

| 09 de março |      |           |  |
| Suíça       | 20-0 | Austrália |  |
|             |      |           |  |

| 09 de março |     |         |  |
| China       | 2-2 | Hungria |  |
|             |     |         |  |

| 09 de março |      |                 |  |
| França      | 12-4 | Coreia do Norte |  |
|             |      |                 |  |

| 09 de março |     |          |  |
| Itália      | 3-2 | Bulgária |  |
|             |     |          |  |

| 11 de março |      |                 |  |
| Bulgária    | 10-0 | Coreia do Norte |  |
|             |      |                 |  |

| 11 de março |     |        |  |
| França      | 1-4 | Itália |  |
|             |     |        |  |

| 11 de março |     |       |  |
| Hungria     | 2-1 | Suíça |  |
|             |     |       |  |

| 11 de março |     |           |  |
| China       | 8-3 | Austrália |  |
|             |     |           |  |

| 12 de março |      |           |  |
| França      | 10-0 | Austrália |  |
|             |      |           |  |

| 12 de março |     |         |  |
| Bulgária    | 5-5 | Hungria |  |
|             |     |         |  |

| 12 de março |      |                 |  |
| Suíça       | 15-0 | Coreia do Norte |  |
|             |      |                 |  |

| 12 de março |     |       |  |
| Itália      | 5-1 | China |  |
|             |     |       |  |

| 14 de março |     |          |  |
| Suíça       | 4-0 | Bulgária |  |
|             |     |          |  |

| 14 de março     |     |       |  |
| Coreia do Norte | 3-2 | China |  |
|                 |     |       |  |

| 14 de março |      |           |  |
| Itália      | 13-0 | Austrália |  |
|             |      |           |  |

| 14 de março |     |         |  |
| França      | 6-4 | Hungria |  |
|             |     |         |  |

| 15 de março |      |                 |  |
| Hungria     | 10-2 | Coreia do Norte |  |
|             |      |                 |  |

| 15 de março |     |        |  |
| Suíça       | 4-2 | Itália |  |
|             |     |        |  |

| 15 de março |      |           |  |
| Bulgária    | 11-4 | Austrália |  |
|             |      |           |  |

| 15 de março |     |       |  |
| França      | 6-2 | China |  |
|             |     |       |  |

| 17 de março |     |                 |  |
| Austrália   | 4-1 | Coreia do Norte |  |
|             |     |                 |  |

| 17 de março |     |         |  |
| Itália      | 4-4 | Hungria |  |
|             |     |         |  |

| 17 de março |     |       |  |
| Bulgária    | 6-0 | China |  |
|             |     |       |  |

| 17 de março |     |       |  |
| França      | 0-6 | Suíça |  |
|             |     |       |  |

## Tabela do Campeonato Mundial
| Campeonato Mundial de 1974 | País              |
| -------------------------- | ----------------- |
| Ouro                       | União Soviética   |
| Prata                      | Tchecoslováquia   |
| Bronze                     | Suécia            |
| 4                          | Finlândia         |
| 5                          | Polônia           |
| 6                          | Alemanha Oriental |

## Tabela do Campeonato Europeu
| Campeonato Europeu de 1974 | País              |
| -------------------------- | ----------------- |
| Ouro                       | União Soviética   |
| Prata                      | Tchecoslováquia   |
| Bronze                     | Suécia            |
| 4                          | Finlândia         |
| 5                          | Polônia           |
| 6                          | Alemanha Oriental |